# سيس-3-هكسين-1-أول
سيس-3-هكسين-1-أول (أو مقرون-3-هكسين-1-أول) هو مركب عضوي يكون على شكل سائل زيتي عديم اللون.
وهو مركب كحول الورقة الحامل لرائحة اوراق النجيل الأخضر وهو المركب الذي نستنشقه في الصباح الباكر عند المرور بجانب حديقة بها نجيل اخضر